# North Devon and Cornwall Junction Light Railway
| |                      |                                         |                                         |
| Streckenlänge: | ca. 32 km            |                                         |                                         |
| Spurweite: | 1435 mm (Normalspur) |                                         |                                         |
| Zweigleisigkeit: | %                    |                                         |                                         |
| |                      |                                         |                                         |
| Betrieb: | 1925–1982            |                                         |                                         |
| \| \| \| North Devon Railway \| \| \| \| \| Great Torrington \| \| \| \| \| Torridge \| \| \| \| \| Watergate Halt \| \| \| \| \| Yarde Halt \| \| \| \| \| Dunsbear Halt \| \| \| \| \| \| \| \| \| \| Marland Works \| \| \| \| \| Rest von Torrington and Marland Railway \| \| \| \| \| Petrockstow \| \| \| \| \| Meeth Works \| \| \| \| \| Wooladon Clay Pits \| \| \| \| \| Meeth Halt \| \| \| \| \| Hatherleigh \| \| \| \| \| Hole \| \| \| \| \| Okehampton to Bude Line von Bude \| \| \| \| \| North Cornwall Railway \| \| \| \| \| Halwill Junction \| \| \| \| \| Okehampton to Bude Line nach Okehampton \| \| |                      |                                         |                                         |
| Strecke (außer Betrieb) |                      | North Devon Railway                     | North Devon Railway                     |
| Bahnhof (Strecke außer Betrieb) |                      | Great Torrington                        | Great Torrington                        |
| Brücke über Wasserlauf (Strecke außer Betrieb) |                      | Torridge                                | Torridge                                |
| Haltepunkt / Haltestelle (Strecke außer Betrieb) |                      | Watergate Halt                          | Watergate Halt                          |
| Haltepunkt / Haltestelle (Strecke außer Betrieb) |                      | Yarde Halt                              | Yarde Halt                              |
| Haltepunkt / Haltestelle (Strecke außer Betrieb) |                      | Dunsbear Halt                           | Dunsbear Halt                           |
| Abzweig geradeaus und nach links (Strecke außer Betrieb) · Strecke von rechts (außer Betrieb) |                      |                                         |                                         |
| Strecke (außer Betrieb) · Bahnhof mit U-Bahn Streckenende (Strecke außer Betrieb) |                      | Marland Works                           | Marland Works                           |
| Strecke (außer Betrieb) |                      | Rest von Torrington and Marland Railway | Rest von Torrington and Marland Railway |
| Haltepunkt / Haltestelle (Strecke außer Betrieb) |                      | Petrockstow                             | Petrockstow                             |
| |                      | Meeth Works                             |                                         |
| U-Bahn-Betriebs-/Güterbahnhof Streckenende (Strecke außer Betrieb) · Strecke (außer Betrieb) |                      | Wooladon Clay Pits                      | Wooladon Clay Pits                      |
| Haltepunkt / Haltestelle (Strecke außer Betrieb) |                      | Meeth Halt                              | Meeth Halt                              |
| Haltepunkt / Haltestelle (Strecke außer Betrieb) |                      | Hatherleigh                             | Hatherleigh                             |
| Haltepunkt / Haltestelle (Strecke außer Betrieb) |                      | Hole                                    | Hole                                    |
| Abzweig geradeaus und von rechts (Strecke außer Betrieb) |                      | Okehampton to Bude Line von Bude        | Okehampton to Bude Line von Bude        |
| Abzweig geradeaus und von rechts (Strecke außer Betrieb) |                      | North Cornwall Railway                  | North Cornwall Railway                  |
| Bahnhof (Strecke außer Betrieb) |                      | Halwill Junction                        | Halwill Junction                        |
| |                      | Okehampton to Bude Line nach Okehampton |                                         |

The North Devon and Cornwall Junction Light Railway war eine Eisenbahnnebenstrecke, die gebaut worden war, um die Vielzahl von Tongruben, die zwischen der London and South Western Railway und dem nördlichen Ast der North Devon Railway lagen, bedienen zu können. Dieses spezifisch schwere Material wurde nach Eröffnung der Linie am 27. Juli 1925 mit einem kostengünstigen Massentransportmittel auf der Schiene und nicht per Lastkraftwagen transportiert. Die Strecke begann im Süden im Bahnhof Halwill Junction und endete im Norden in Great Torrington und war damit eine wichtige Verbindungsstrecke der North Cornwall Railway mit der Okehampton to Bude Line. Der Grund für die Klassifizierung als Nebenbahn war geringerer technischer und administrativer Aufwand. Die Planung der Strecke ist auf Holman Fred Stephens (1868–1931) zurückzuführen, einem Ingenieur, der zahlreiche Streckenplanungen für verschiedene britische Bahngesellschaften durchgeführt hat so auch die Southern Railway.
Der Personentransport hatte eher eine untergeordnete Bedeutung und bestand vor allem aus Arbeitskräften der Tongruben. Wichtigste Umschlagstation war Meeth Works, wo umfangreiche Gleisanlagen für den Tontransport in 914-mm-Schmalspur (3 Englische Fuß) vorhanden waren.
Der größte Ort entlang der ehemaligen Strecke ist Hatherleigh, eine Marktstadt auf der Hochebene mit heute 1300 Einwohnern. Bis zur Verstaatlichung im Jahre 1948 war die Strecke in privater Hand. Mit dem Transport Act 1962, bei dem kleinere Strecken wieder reprivatisiert werden sollten und letztendlich ein Drittel der Britischen Eisenbahnstrecken stillgelegt wurden, kam das Aus auch für diese Strecke, da sich kein Interessent fand.
Der zehn Kilometer lange nördliche Abschnitt von den Tongruben in Meeth und Marland, die vor der Eröffnung der Strecke bereits in Schmalspur eingerichtet waren, wurden wieder zurückgebaut und wurden bis August 1982 betrieben, hatte also seit seiner Eröffnung am 1. Januar 1880 über 100 Jahre Bestand.

## Strecke
Die Strecke wurde in billigstmöglicher Weise errichtet. Sie folgte zum Teil der streckenweise vorhandenen Schmalspurbahn, hatte dadurch zwangsläufig recht enge Kurven und mit 1:40 bis 1:45 eine starke Steigung.
Die gesamte Strecke war eingleisig und auf dem Abschnitt von Torrington bis Dunsbear Halt auf eine Höchstgeschwindigkeit von 20 mph (32 km/h) von dort bis Halwill auf 25 mph (40 km/h) festgelegt.
Der Fahrplan der Saison 1964/65 wies zwei Züge in jede Richtung aus, die in Diesel-Betrieb für die 32 Kilometer lange Strecke 80 Minuten benötigten. Außerdem fuhren drei Güterzüge zwischen den Tongruben und Torrington. Sonntags verkehrten keine Züge.